# Xeronema callistemon
Xeronema callistemon (Engels: poor knights lily) is een soort uit de familie Xeronemataceae. De soort is endemisch op de Poor Knights Islands en Taranga Island, gelegen ten oosten van het noordelijke deel van het Noordereiland in Nieuw-Zeeland. De soort groeit op kliffen en rotspartijen van ryoliet, maar komt soms ook voor in bossen, waar deze als epifyt groeit op pohutukawa's (Metrosideros excelsa).

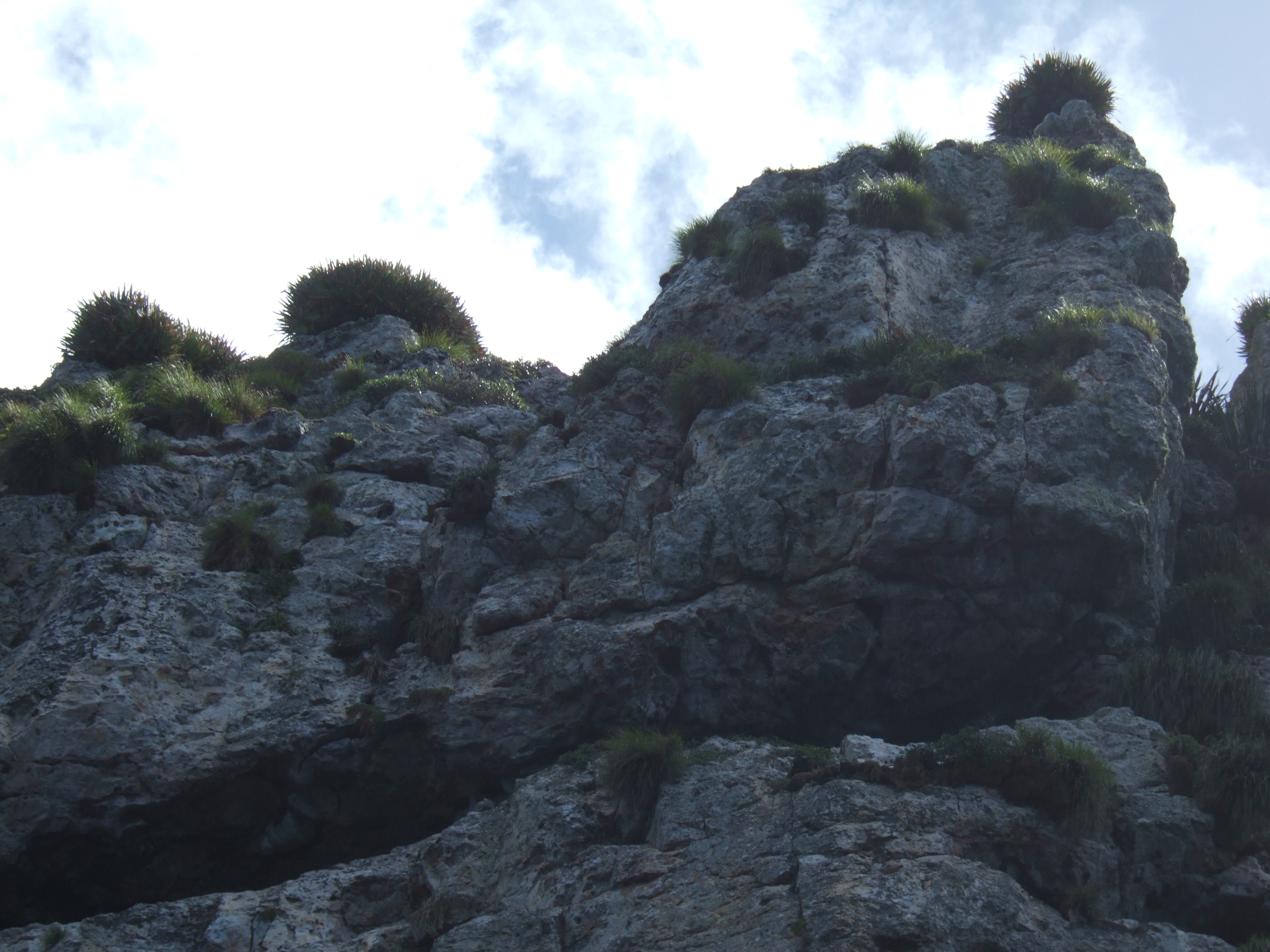
Rots op een van de Poor Knights Islands, begroeid met Xeronema callistemon